# 南川区
南川区是中国重庆市下辖的一个市辖区，因南江之源而名南川。公元637年置县，1994年撤县设市，重庆直辖后被定为重庆市的地区中心城市之一，2006年10月22日，撤县级市设立为重庆市的市辖区。境内多山，矿产植被资源丰富，属亚热带湿润季风气候。

## 历史
- 唐贞观十一年（637年），分巴縣设隆化县。
- 玄宗先天元年(712年)改賓化縣，故治在今綦江縣北。
- 宋神宗熙宁八年(1075年)，省入隆化縣。元豐元年(1078年)復置，今綦江縣古南鎮北岸。
- 元初仍名隆化縣。世祖至元二十三年(1285年)，廢舊南川縣和南平軍及隆化縣，於隆化縣再置南川縣。
- 明洪武十年（1377年）省入綦江縣。十三年(1880年)復置。
- 清隸屬重慶府。
- 民國24年，南川縣屬四川省第八行政督察區（駐酉陽）。
- 1950年後，南川縣屬四川省涪陵專區。1968年改專區為地區，南川縣屆四川省涪陵地區[2]。
- 1994年成为县级市。
- 1995年由四川省涪陵市代管，1997年12月改由重庆市代管。
- 2006年10月22日，撤市设区，成为重庆市的市辖区。

## 縣域沿革
- 1954年，涪陵縣聚寶鄉柏楊、民主，平安3個村劃縣屬冷水鄉。
- 1955年1月21日，縣屬萬盛、鄧家、大埡、腰子、叢林、簸箕、松林等7個鄉劃歸重慶市南桐礦區[3]。
- 1956年6月12日，涪陵縣廟埡區的勞動、騎龍、民主和龍潭區的冷水鄉劃歸南川縣[4]。
- 1960年，巴縣花橋公社的復興大隊、金塘大隊劃歸南川縣。
- 1961年，南川縣屬神童公社花灘管理區一、二、三隊劃歸巴縣花橋公社，巴縣花橋公社柏枝管理區倒座廟、楊家溝、邱家溝、爛壩溝生產隊劃歸南川神童公社。

## 地理
南接贵州省道真县、正安县、桐梓县，东临重庆市武隆区，北面是涪陵区，西面与巴南区、綦江区接壤。

## 行政区划
南川区下辖3个街道办事处、29个镇、2个乡：
东城街道、南城街道、西城街道、三泉镇、南平镇、神童镇、鸣玉镇、大观镇、兴隆镇、太平场镇、白沙镇、水江镇、石墙镇、金山镇、头渡镇、大有镇、合溪镇、黎香湖镇、山王坪镇、木凉镇、楠竹山镇、石溪镇、德隆镇、民主镇、福寿镇、河图镇、庆元镇、古花镇、石莲镇、乾丰镇、骑龙镇、冷水关镇、中桥乡和峰岩乡。

## 人口
- 南川区全境人口57.2万，城镇人口占60.97%[6]。

## 交通
包茂高速公路（重庆至湖南长沙段）、 银百高速公路（涪陵至南川、南川至贵州道真段）贯穿全境，有三级以上出入境公路有7条，各乡镇及98%以上的村通公路，另有万（盛）南（川）、南（川）涪（陵）地方铁路并与国铁连接。
- 353国道过境。
- 243国道过境。

## 旅游
- 金佛山（国家级风景名胜区）
- 楠竹山

## 特产
南川方竹笋：中国地理标志产品。

## 友好城市
| 重慶市管辖区 | 友好管辖区 | 国家或地区 | 大洲   | 结好日期 | 来源及备注 |
| ------------ | ---------- | ---------- | ------ | -------- | ---------- |
| 南川区       | 林登       |            | 南美洲 | 2011年   | [ 7 ]      |